# Distrito de San Antonio (Cañete)
El distrito de San Antonio es uno de los dieciséis que conforman la provincia de Cañete, ubicada en el departamento de Lima en el Perú. Se halla en la circunscripción del Gobierno Regional de Lima-Provincias. Limita al norte, con el distrito de Chilca (a través del cerro Brujas hacia el mar); al este, con el distrito de Santa Cruz de Flores (por una línea que parte del río Mala y pasa por el cerro Ollería hacia al cerro Brujas); al sur, con el distrito de Mala (a través del río Mala); y al oeste, con el océano Pacífico.
Dentro de la división eclesiástica de la Iglesia Católica del Perú, pertenece a la Prelatura de Yauyos

## Historia
Fue creado como distrito mediante Ley n.º 4611, del 27 de diciembre de 1922, en el gobierno del Presidente Augusto Leguía. El 17 de febrero de 1923, se instaló el primer Concejo del Distrito de San Antonio, en la provincia de Cañete, del Departamento de Lima (Región Lima), que tiene como Capital el pueblo del mismo nombre y está integrado por los anexos y caseríos de: San Andrés, La Laguna, Barranco, el Monte, el Pino, Esquivilca, la Dacha, Nuevo San Antonio y Puerto Viejo.

## Geografía
Se ubica en la cuenca baja del río Mala desde 0 a 800 m.esd|m s. n. m.}}, clasificada como desierto subtropical, siendo la zona agrícola de 0 a 400 m.esd|m s. n. m.}} (costa), y a una altitud de 46 m s. n. m. y a 84 km al sur de la capital de la República.
La ciudad de San Antonio, capital del Distrito del mismo nombre se desarrolla especialmente sobre el eje de su avenida principal, un tramo de la antigua panamericana sur (hoy la Avenida Libertad). La capital del distrito de San Antonio está ubicado a 81 km al sur de Lima; está situado en la parte norte y occidental de la provincia de Cañete. Geográficamente, se encuentra localizado en el paralelo 12° 33′ 21″ de latitud sur y el meridiano 76° 38′ 51″ de longitud oeste, a una altitud de 46 m s. n. m. (metros sobre el nivel del mar).

### Hidrografía
Su recurso hídrico es de carácter superficial y subterráneo. Las aguas superficiales son provenientes del río Mala, las aguas subterráneas extraídas del subsuelo se realiza por medio de pozos tubulares y a tajo abierto. Son aguas son empleadas para usos agrícolas domésticos e industrial
A lo largo de la franja costera, en lugares que van desde los 00 y 05 metros sobre el nivel del mar, encontramos algunos ecosistemas similares que son conocidos técnicamente como humedales costeros; originados fundamentalmente por filtraciones de agua subterránea que provienen de afluentes de las zonas alto andinas y de los ríos relativamente cercanos con desembocadura en el mar.
Este origen hidrológico caracteriza a estos ecosistemas, de una fauna y flora acuáticas típicas, como lugares con un gran pasado de equilibrio entre sus componentes; constituyendo espacios ecológicos de refugio y descanso en los procesos naturales de la migración y de sostén de la diversidad genética del litoral pacífico desde el polo norte hasta el polo sur. Nuestro medio ambiente natural es enriquecido por estas zonas húmedas costeras.
Lagunas, espejos de agua, albuferas, pantanos, lugares con aguas circulantes, salobres o dulces, que hace algunas décadas eran más comunes y que hoy por motivos de cambios en los usos de los suelos y de costumbres por parte de sus habitantes han ido paulatinamente extinguiéndose.
Las Lagunas de Puerto Viejo viene a ser uno de esos ecosistemas que en medio del desierto han sobrevivido y resistido, aunque permeables al tiempo y a la transformación por parte del hombre.

### Orografía
Cerros

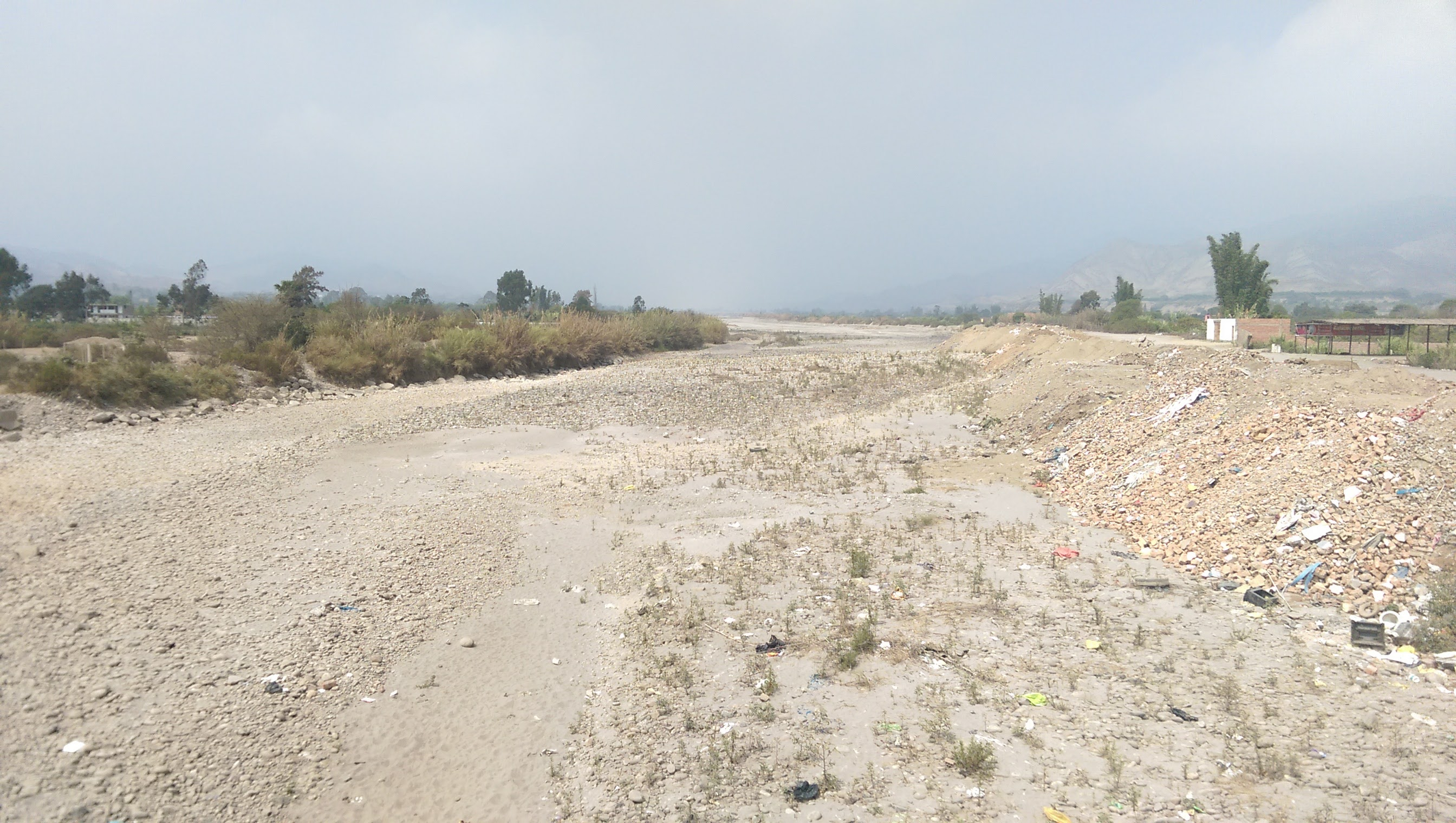
Vista del cauce del río Mala durante la estación seca.

Las Brujas, Grande, Cuchara, Cerro Puente Viejo, La Virgen, Campana, La Cruz, Huaco, Calanguillo, Capa Rosa, Patrón, Laguna, La Bruja, Ollería.
Suelos
El relieve del distrito en general es plano; pero también posee lomas de hasta 300 m s. n. m. (metros sobre el nivel del mar), como el cerro Grande o Colorado, que representa un hito interdistrital, a 2.5 km en línea recta desde la playa y en línea paralela a ésta. La conformación topográfica es accidentada por lomas y cerros que van perdiendo altitud gradualmente, en dirección a las playas.
La tierra se distribuye en áreas eriazas, ubicadas a ambos lados de la Panamericana Sur con algunas granjas avícolas, lomas arcillosas, playas, áreas de cultivo que conforman el valle de Mala y las zonas donde se ubica el centro poblado.
Las playas son extensas y amplias, aunque existen formaciones rocosas, como el cerro La Virgen a 200 m s. n. m., el cerro León Dormido a 100 m s. n. m. Por su conformación física, se han creado y diferenciado playas como el Colorado, Las Estacas, León Dormido, etc.
La zona aledaña al litoral está constituida por lomas arcillosas, extensas playas y las lagunas de Puerto Viejo que están consideradas dentro de la zona de reserva nacional ecológica.
El espacio físico de la ciudad se halla delimitado por cerros de 250 m s. n. m. de altitud por el nNoroeste, que gradualmente van perdiendo altura hacia el sureste, llegando a los 125 m s. n. m. como mínimo al cauce del río Mala. Por el Oeste se encuentra limitado por algunos cerros, paralelos a 1 km de distancia del litoral, con una altitud máxima de 200 m s. n. m., con pendiente suave en algunas intersecciones de cerros, para luego acceder al litoral en amplias playas de relieve plano.

### Flora
La flora del Distrito de San Antonio es muy diversa encontrando en su valle agrícola una gran variedad de plantas alimenticias así como industriales, la zona del litoral presenta una vegetación natural con especies típicas de estas zonas (grama salada), sobre las dunas de arena encontramos las especies de tilandsia y Piccairnia (achupalas) y en las laderas o partes altas podemos encontrar Sereus (gigantón), entre otras plantas como pastos naturales que sirven de forraje a los animales. La Flora se caracteriza por ser muy rica y variada en sus diferentes áreas.

### Fauna
Su fauna es variada presentando crianza de ganado vacuno, ovino, porcino, entre otros; en el litoral hay una gran variedad de especies marinas que son extraídas generalmente para consumo local, también encontramos una diversidad de aves silvestres, en las partes altas, en el litoral aves marinas típicas de la zona y aves de corral. El Distrito se caracteriza por tener una variedad de especies, se encuentra una variedad de aves silvestres, como consecuencia de las migraciones de aves que vienen por temporadas de Canadá, del ártico y de zonas alto andinas a los pantanos de Puerto Viejo.

### Extensión y altitud
Es el distrito más pequeño de la provincia, tiene una superficie de 37.15 km², que corresponden al 0.81 % de la superficie provincial. Su densidad poblacional en 1993 fue de 75.67 hab./km² y de 89.23 hab./km² para una población proyectada a junio del 2002 superior a la provincial de 38.11 hab./km².
El Distrito de San Antonio se localiza en las siguientes coordenadas:
Longitud Oeste 76° 33′ 51″ a 76° 38′ 51″
Latitud Sur 12° 31′ 21″ a 12° 33′ 21″
Altitud de 46 m s. n. m. (metros sobre el nivel del mar)

### Clima
San Antonio, distrito situado en el Valle de Mala, posee un clima que denominan subtropical, debido a que es templado. Además es muy húmedo, aunque sin precipitaciones, hecho que lo convierte en sumamente árido. Este clima es característico en toda la costa central y meridional, por la presencia de la Corriente Peruana de Humboldt, apreciándose sólo la garúa, que en el sur se le llama “camanchaca”. Por otro lado, el cielo costeño se cubre de densas nubes, durante la mayor parte del año, lo cual contribuye a disminuir más aún la radiación solar. Estas densas nubes humedecen las lomas, en donde se desarrolla abundante vegetación herbácea, especialmente durante los meses invernales.
La temperatura promedio en verano es de 23 °C, y en invierno de 16 °C, siendo la máxima 29 °C. La humedad relativa es considerablemente alta, 79 % en verano, y 85 % en invierno. Solamente en verano hay precipitaciones pluviales en forma de garúa. Los vientos predominantes son del suroeste, con una velocidad media anual de 6 m/s.

## Autoridades[3]

### Municipales
- 2023-2026[4]
  - Alcalde: Juan Edgar Malásquez Jara, del Acción Popular.
  - Regidores:

  1. Claret Victoria Chumpitaz Martinez (Acción Popular)
  2. Gonzalo Jesús Moreno (Acción Popular)
  3. Andrea Virginia Valle Vega (Acción Popular)
  4. Eduardo Camacho Huapaya (Acción Popular)
  5. Elmer Sánchez Bruno (Somos Perú)

Alcaldes anteriores
- Esteban Jesús Agapito Ramos, Partido Acción Popular (AP). (3.º Gobierno)

2019-2022: Miguel Florencio Yaya Lizano, Movimiento Patria Joven. 
- 2011-2014:[7] Esteban Jesús Agapito Ramos, Partido Acción Popular (AP). (2.º Gobierno)
- 2007-2010:[8] Esteban Jesús Agapito Ramos, Partido Acción Popular.
- 2003-2006: Miguel Florencio Yaya Lizano, Movimiento independiente de Reconstrucción Cañetana (MIRCA).
- 1999-2002: Máximo Adolfo Chauca Chumpitaz, Movimiento Por un San Antonio Mejor.
- 1996-1998: Ángel Nazario Conde Marcos, Lista independiente N.º 9 Alianza Frente independiente Reconstrucción Cañetana FIC MIRCA.
- 1993-1995: Máximo Adolfo Chauca Chumpitaz, Partido Aprista Peruano.
- 1990-1992: Víctor Manuel Lescano Ruiz, PREDEMO.
- 1987-1989: Emilia Humbelina Soriano Bruno, Lista independiente N.º 9 Unión San Antoniana.
- 1984-1986: Julián Baldomero Camacho Chumpitaz, Partido Aprista Peruano.
- 1981-1983: Abel Aurelio Huapaya Morales, Partido Acción Popular.

### Policiales
- Comisaría de San Antonio
  - Comisario: CAP PNP HORNA

## Educación

### Instituciones educativas
- IEP San Antonio de Padua
- IEP N.º 20179 Alejandro B. Camacho Cuya

## Accesos
La accesibilidad a la ciudad de San Antonio se realiza a través de la carretera Panamericana Sur que une los distritos del norte y sur de Cañete longitudinalmente y que le permite a San Antonio una comunicación fluida con la ciudad de Lima.
La vía de comunicación más importante la constituye la Panamericana Sur, y a la altura del kilómetro 80 existe un intercambio vial a la playa “León Dormido”, hacia el este, donde hay un desvío que parte de la actual autopista Panamericana y conduce a través de un túnel a una carretera asfaltada de 2 km hacia el centro del poblado de San Antonio que tiene una calle principal denominada Av. Libertad (antigua Panamericana Sur).

## Producción

### Vinos y piscos
Productor de vinos y piscos elaborados artesanalmente.

### Manzana
De igual forma San Antonio tiene dentro de su historia en lo que corresponde al aspecto agrícola haber sido el primer productor a Nivel Nacional de la manzana (variedad San Antonio) por lo que el Distrito tiene la denominación de ser Cuna y Capital de la Manzana.

## Turismo
San Antonio es un distrito turístico por excelencia: posee hermosas playas, zonas arqueológicas, humedales, monumentos históricos, deliciosos potajes, un hermoso valle con diversos árboles frutales; sin dejar de lado la calidez y simpatía de su gente.
Cuenta con una Plaza de Armas moderna y dos templos (uno antiguo y el otro moderno). La Plaza de Armas moderna, es una de las mejores de la provincia de Cañete, complementada con un templo de arquitectura moderna.
El templo antiguo ha sido declarado por el INC como Monumento Histórico Nacional.

### Playas
Las playas de San Antonio eran las más hermosas del Perú (fueron descuidadas debido a la mala gestión de las autoridades), teniendo a León Dormido como la formación rocosa más exótica en el mundo.
Cuenta también con: Playa La Ensenada, Playa Puerto Viejo y Playa Cerro de la Virgen. Estas Playas son ideales para acampar además de contar con vías de acceso en excelente estado.

### Zonas arqueológicas
Cerro La Ollería, límite entre los distritos de San Antonio y Santa Cruz de Flores.

## Festividades
- 18 de febrero: Instalación del Primer Concejo Municipal
- 40 días después de Semana Santa: Señor de Cachuy
- 13 de junio: Fiesta Patronal
- 16 de julio: Santísima Virgen del Carmen
- 7 de octubre: Santísima Virgen del Rosario
- 27 de diciembre: Aniversario de Creación Política